# Skandal bei Hofe
Skandal bei Hofe ist ein von Ernst Lubitsch vorbereiteter und von Otto Preminger 1944 realisierter US-amerikanischer Historienfilm. Die Hauptrollen spielen Tallulah Bankhead und Charles Coburn.

## Handlung
Russisches Kaiserreich, am Hofe Katharina der Großen. Hier herrscht im 18. Jahrhundert die gehobene politische Intrige und das ausschweifend ausgelebte Liebeslaster. Wie dort jeder weiß, hat die Zarin einen überaus großen Männerverschleiß und bevorzugt um sich herum gutaussehende, schmucke Gardeoffiziere und Leutnants. Gerade hat sie ihren letzten Liebhaber Wariatinsky ausrangiert, den Befehlshaber der Palastwache, da kommt im vollen Galopp Leutnant Alexej Tschernoff, der sich unerlaubt von seiner Truppe entfernt hat, zum Palast angeritten, um seine Monarchin vor einer großen Gefahr zu warnen. Alexejs Liebste ist die blutjunge Gräfin Jaschikoff, die der Zarin als Hofdame dient. Sie ist überrascht, ihren Verlobten so unerwartet im Schloss zu sehen.
Als Tschernoff zu seiner Oberbefehlshaberin vorzudringen versucht, stößt er auf Kanzler Nikolai Iljitsch, dessen oberste Aufgabe es zu sein scheint, jeden Bittsteller von der Zarin fernzuhalten. Und so verspricht er dem stürmischen Leutnant, seine Botschaft an Katharina weiterzuleiten. Leutnant Tschernoff lässt sich jedoch nicht so einfach abwimmeln, sondern besteht darauf, die Monarchin persönlich zu sprechen. Und so gewährt Katharina die Große ihm die Gunst einer Audienz und ist von Alexejs stürmischer Jugend und dem Einsatz für das Leben seiner Kaiserin sehr beeindruckt. Dieser wiederum ist so betäubt davon, Katharina leibhaftig gegenüberzustehen, dass er in heißer Bewunderung entflammt und ihr bei seinem Leben schwört, sie fortan immer zu beschützen. Dies alles sind gute Gründe für die Zarin, den jungen Offizier an den Hof zu holen und ihn zu ihrem neuen Spielzeug, zum nächsten Liebhaber, zu machen, zumal ihr dieser idealistische Knabe ausnehmend gut gefällt. Tschernoff wird zum Chef der Palastgarde ernannt, sodass Katharina keine besonderen Gründe braucht, um ihn regelmäßig sehen zu wollen.
Diese Entwicklung missfällt General Ronsky, der sich Hoffnung gemacht hatte, dass sein einfältiger Neffen Boris als Vorsteher der Leibgarde Wariatinsky beerben könnte. Auch Iljitschs eigene Pläne geraten ein wenig Durcheinander. Als politischer Berater der Zarin will er alles von ihr fernhalten, was diese ablenken könnte, denn Russland steckt inmitten von schwierigen und wichtigen Vertragsverhandlungen mit Frankreich, die der Kanzler für Katharina führt. Am wenigsten begeistert über die neuen Entwicklungen bei Hofe aber ist Tschernoffs Verlobte Anna, die den Männerverschleiß ihrer Monarchin nur allzu gut kennt und sich entsprechend Sorgen bezüglich Alexejs Treue macht. Nicht zu Unrecht, denn die Zarin ernennt ihre neueste Eroberung in rascher Folge erst zum Hauptmann, dann zum Major und schließlich zum Oberst, ganz wie es ihrer Majestät Laune gefällt, und dafür hat sie Gründe, die nicht unbedingt in den soldatischen Leistungen Alexejs zu finden sind. In seiner Naivität glaubt Alexej jedoch, er sei der einzige, der Gunst und Bett mit seiner Herrscherin teilen darf. Als er nunmehr das Gegenteil feststellen muss, ist er der erste, der sich an die Spitze derjenigen Putschisten und Meuterer stellt, vor denen Alexej eigentlich die Zarin hatte warnen wollen.
Eines Tages dringen die aufrührerischen Soldaten unter Alexejs Anführerschaft in den Palast ein. Doch der treueste Diener Katharinas, ihr alter, erfahrener Kanzler Iljitsch, stellt sich den heißspornigen Eindringlingen entgegen und wedelt mit dem Scheckbuch. Eingedenk der Bereitschaft, sich korrumpieren und alle Ideale fahren zu lassen, bricht der Aufstand ebenso rasch in sich zusammen, wie er begonnen hatte. Anführer Alexej wird verhaftet und wandert in den Kerker, sein Schicksal liegt nun ganz in den Händen Katharinas. Die Zarin kehrt rasch zu ihrem alten Lebensstil zurück und erlebt neues Liebesglück mit dem französischen Botschafter am Hof, einem veritablen Marquis. Im Überschwang ihrer zum Franzosen entflammten Gefühle ordnet sie die Begnadigung Alexejs an. Der darf nun Hofdame Anna ehelichen, seine eigentliche Braut, die ihrem Alexej nicht böse sein kann.

## Produktionsnotizen
Skandal bei Hofe sollte eigentlich 1944 von Ernst Lubitsch inszeniert werden. Da dieser jedoch erkrankte, gab er die Regie an Otto Preminger ab. Lubitsch plante den gesamten Film noch vor seiner Erkrankung bis ins Detail. Preminger musste nur noch Lubitschs Planungen umsetzen. Demzufolge wurde die Komödie auch als „Lubitsch-Film“ beworben. Die Uraufführung war am 26. März 1945, Massenstart in New York am 11. April desselben Jahres. In Deutschland fand der Film erst im Fernsehen seine Premiere. Dort lief Skandal bei Hofe im ZDF am 9. November 1980. In Österreich, wo die Kostümkomödie bereits 1952 in die Kinos gelangte, lief der Film unter dem Titel Skandal am Königshof.
Lyle R. Wheeler und Mark-Lee Kirk schufen die Filmbauten, Thomas K. Little war Ausstatter. René Hubert kreierte die Kostüme. Cyril J. Mockridge komponierte ungenannt zusätzliche Musik.
Die Story zu Skandal bei Hofe hatte bereits zwanzig Jahre zuvor die Vorlage zu Lubitschs Stummfilminszenierung Das verbotene Paradies geliefert.
Skandal bei Hofe war wider Erwarten kein Kassenerfolg. Der Streifen kostete in der Herstellung 1.755.000 US-Dollar und spielte in Nordamerika lediglich 1,5 Millionen Dollar ein.

## Kritiken
Die anglo-amerikanischen Kritiken ließen meist kaum ein gutes Haar an dem Film. Nachfolgend zwei Beispiele:

„… und alle Lacher werden aufs Billigste hergestellt, ganz tief die Rampe abwärts.“

„Nur sehr wenige Momente des Interesses und überhaupt nicht die Klasse der Stummfilmversion Forbidden Paradise.“

In Deutschland hingegen fand der Film vor der Kritik Gnade:
Im Lexikon des Internationalen Films heißt es: „Eine geistreiche Komödie voll Spott und Humor, mehr Theaterstück als Film, ein unterhaltsames Vergnügen.“